# 1860年代太平洋台风季
1860年代太平洋颱風季是指1860年代於太平洋發生的所有颱風。該名單不太完整，主要依賴於旅行者和船隻的個人觀察，因為當時並沒有相關組織保存關於颱風的紀錄。

## 1862年
7月27日，一個台风掠過香港，導致约8万人死亡。

## 1863年
1863 年，四個台风袭击菲律宾。其中，12月的一個台风造成 49 人死亡 。
多艘英国皇家海军舰艇报告称，8月15日至16 日，东海出现一個台风。该台风向东北移动，穿过琉球群岛和九州西部。 HMS Euryalus 在8月16日凌晨4点於鹿儿岛湾記錄到990.6 mbar（29.25 inHg）的氣壓。当时它正在担任Augustus Kuper海军上将的旗舰，参与鹿儿岛炮击事件。

## 1864年
1864年，一個台风袭击了香港。

## 1865年
西太平洋有8個熱帶氣旋，其中7個是颱風。

## 1866年
有5個熱帶氣旋影響菲律賓，其中3個是颱風。6月，一個颱風導致5人喪生，9月，另一個颱風導致4人喪生。一個向東北移動的颱風穿過日本西部並進入日本海，並在9月16日從北海道西北方掠過。

## 1867年
西太平洋有5個颱風。9月，颱風Angela經過Abra河時引發洪水，導致1800人喪生。

## 1868年
西太平洋有2個颱風。

## 1869年
西太平洋有3個熱帶氣旋，其中1個是颱風。